# Popeline
As Popeline foram um grupo feminino de música infanto-juvenil portuguesa.

## História
As Popeline foram um grupo feminino originalmente criado pela cantora Ana Faria no ano de 1992.
O grupo foi constituído por jovens raparigas que eram recrutadas do coro juvenil dos Jovens Cantores de Lisboa. Os ensaios das canções e das coreografias decorreram num pavilhão do Clube Futebol Benfica (vulgarmente conhecido como Fófó), e as produções discográficas ficaram a cargo de Heduíno Gomes, o marido da cantora Ana Faria, que gravou os álbuns para a editora Sony Music.
Alguns dos membros do grupo conseguiram continuar a sua carreira artística como foi o caso da cantora Marisa Liz (ex-vocalista da banda musical Donna Maria e actual vocalista da banda Amor Electro).
No seu repertório, o grupo continha canções adaptadas de êxitos internacionais e relatavam os problemas diários das jovens, como casos amorosos entre outras experiências.

## Discografia
- 1992 - Pensando em ti[2]
- 1993 - Ao pé de ti
- 1995 - Sem idade[3]
- 1996 - Madalena[4]